# Dallara SF14
El Dallara SF14 es un monoplaza de carreras desarrollado por el fabricante italiano Dallara, esto para que se usara en el Campeonato de Super Fórmula Japonesa. Se introdujo para la temporada 2014 y se usó hasta la temporada 2018. 
Para la temporada 2019, el chasis fue reemplazado por el Dallara SF19. Fue el único chasis utilizado en Super Formula durante estas temporadas, aunque la competencia de motores entre Honda y Toyota resultó en diferencias de rendimiento entre las diferentes versiones.